# Będziesz legendą, człowieku
Będziesz legendą, człowieku – polski film dokumentalny z 2013 roku w reżyserii Marcina Koszałki, skupiający się na reprezentacji Polski w piłce nożnej w okresie Euro 2012. Film wszedł na ekrany polskich kin 15 marca 2013.

## Produkcja

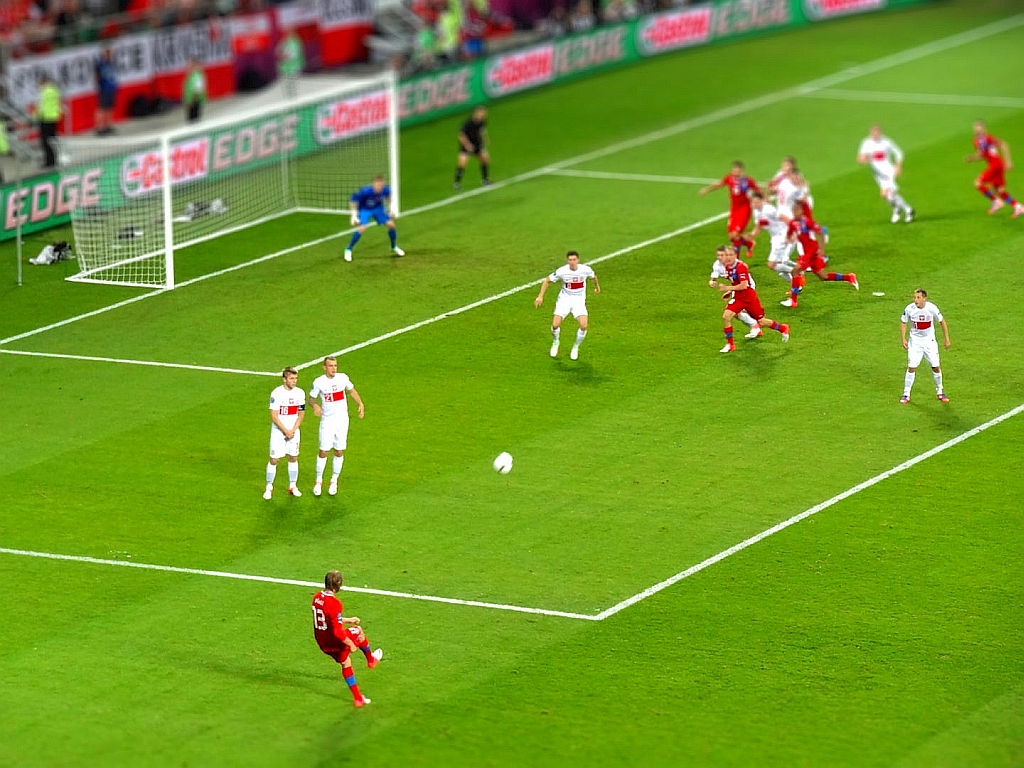
Spotkanie Czechy – Polska (1:0) rozegrane 16 czerwca 2012

Reżyser, który sam zajął się również częściowo realizacją zdjęć, nawiązał współpracę z innymi doświadczonymi operatorami. Sceny z udziałem kadry kręcili Wojciech Staroń, Adam Bajerski, Bogdan Dziworski i Tomasz Wolski.
Jako pierwszy sfilmowano mecz towarzyski Polska – Niemcy (2:2), który został rozegrany 6 września 2011 w Gdańsku. Później ekipa towarzyszyła piłkarzom w różnych momentach, nie tylko podczas występów na boisku, ale także m.in. w szatniach, hotelach, czy podczas przejazdów autobusowych. Koszałka mówił o trudnościach związanych z produkcją:

Najbardziej żmudne były negocjacje, nabywanie praw do wizerunku polskiej kadry, uzyskiwanie zgody UEFA, żeby moje kamery mogły wejść na płytę stadionu. Dużo pracy produkcyjno-menedżerskiej wymagało uzyskanie zezwolenia, żebym mógł towarzyszyć wszędzie zawodnikom. Ale się udało.

Zdjęcia powstały w następujących lokalizacjach: Sochaux i Montbéliard (departament Doubs, Francja); Lienz (kraj związkowy Tyrol) i Klagenfurt (Karyntia, Austria); Bruksela (Belgia); Warszawa, Kraków, Wrocław, Gdańsk oraz Szczawnica (Polska).
Dokument powstał ze środków Krakow Film Commission, Darklight Film Studio, TVP S.A., Polskiego Instytutu Sztuki Filmowej, Instytutu Adama Mickiewicza, Fundacji Perła Sztuki, HBO oraz Non Stop Film Service.

## Bohaterowie
Film koncentruje się głównie na dwóch piłkarzach, którymi są:
- Damien Perquis

Zawodnik grający na pozycji środkowego obrońcy, o polskich korzeniach, urodzony i wychowany we Francji. Babka Perquisa, Józefa Bierła, jest Polką. Jej ojciec urodził się w Strzyżewku i wyemigrował do Francji najprawdopodobniej w latach 20. Perquis w czasie Euro był jednym z grupy zawodników (wśród nich także Sebastian Boenisch, Ludovic Obraniak oraz Eugen Polanski), którzy posiadali polskie pochodzenie i obywatelstwo, jednak byli urodzeni i żyją na co dzień w innych krajach. Ich powołanie spotkało się z krytyką części kibiców i komentatorów. Jan Tomaszewski określił Perquisa mianem „francuskiego śmiecia”. Koszałka powiedział:

Dzięki Perquisowi, który od początku walczy, i to na kilku frontach, film nabiera dramaturgii, o którą mi chodziło. Najpierw walczył z ciężką kontuzją, która w ogóle mogła wyeliminować go z Euro. I nie odpuścił mimo ogromnego bólu. Potem wraz z całą drużyną może i przegrał sportowo, ale wygrał akceptację i swoją walkę o polskość, o człowieczeństwo w związku z upokorzeniem, którego doświadczył. Przypominam, że Jan Tomaszewski powiedział o nim, że jest farbowanym lisem, śmieciem. A on zostawił na boisku tyle potu i krwi, udowodnił, że jest inaczej...

Sam do mnie przyszedł i powiedział, że chce być w tym filmie.

- Marcin Wasilewski

Obrońca, nieformalny kapitan reprezentacji Polski, najstarszy zawodnik w drużynie powołanej na Euro. Przez reżysera określony został w następujący sposób:

Niezwykle charyzmatyczna postać, chyba nikt nie przeżywa tej przegranej tak jak on, choć na co dzień przyjmuje pozę twardego gościa.

Drugoplanowymi bohaterami Będziesz legendą, człowieku są inni piłkarze oraz niektórzy członkowie sztabu. Postać trenera Franciszka Smudy nie jest wyeksponowana w dużym stopniu ze względu na jego własną niechęć do kamery. Pewną rolę odgrywają kibice, dla których w trakcie realizacji zdjęć został ogłoszony casting.